# Tyrannochromis macrostoma
Tyrannochromis macrostoma (Syn.: Haplochromis macrostoma) ist eine großwüchsige Buntbarschart, die endemisch im ostafrikanischen Malawisee vorkommt.

## Merkmale
Die Fischart kann eine Länge von 30 cm erreichen, ist großköpfig, langgestreckt und besitzt ein extrem großes Maul, das gerade eingeschnitten ist. Jungfische sind silbriggrau, Weibchen bräunlich mit einer dunkelbraunen Bauchseite. Bei voll ausgefärbten Männchen ist der Rücken und die obere Flankenhälfte blau, die unteren Körperhälfte ist schwarz mit einem blauen Glanz und Kehle und Bauch sind gelb. Zwei Längsstreifen erstrecken sich auf den Körperseiten, ein mittiger der immer vollständig ausgebildet ist und ein zweiter auf der oberen Seitenhälfte, der zu einer Reihe kleiner Flecken aufgelöst sein kann. Der mittlere Fleckenstreifen kann bei adulten Exemplaren wegen der dunklen unteren Körperhälfte fast nicht sichtbar sein. Eine weitere Fleckenreihe verläuft entlang der Rückenflossenbasis. Das praemaxillare Pedicel, das ist ein kammartiger, beim lebenden Fisch als Nasenhöcker sichtbarer Aufwuchs auf dem nach oben weisenden Ast der Praemaxillare und ein für die Gattung Tyrannochromis charakteristisches Merkmal, ist bei Tyrannochromis macrostoma länger als bei anderen Tyrannochromis-Arten und hat eine Länge von mehr als einem Drittel der Kopflänge (Schnauzenspitze bis Hinterrand des Kiemendeckels).

## Lebensweise
Tyrannochromis macrostoma ist als ausgewachsenes Tier einzelgängerisch und kommt bis in Tiefen von mindestens 40 Metern in felsigen Zonen und in Regionen mit einzelnen Felsen auf Sandböden, seltener auch in mit Vegetation bestandenen Gebieten vor. Große offene Sandflächen meidet er. Jungfische leben in Schwärmen. Tyrannochromis macrostoma ist piscivor und jagt vor allem Mbunas, die mit einem hechtartigen Vorstoß erbeutet werden. Tyrannochromis macrostoma ist aber kein Lauerjäger, sondern sucht aktiv rund um Felsen und in Höhlen schwimmend nach Beutefischen. Wie alle haplochrominen Buntbarsche ist Tyrannochromis macrostoma ein Maulbrüter, bei dem das Weibchen die Brutpflege übernimmt. Die Jungfische werden relativ lange, mehr als drei Wochen betreut und mit einer Länge von drei bis vier cm selbständig.